# Hlavní hřeben Vysokých Tater
Hlavní hřeben Vysokých Tater se táhne v délce 26 km od Ľaliového po Kopské sedlo. Výškové rozdíly činí 10 700 m, tedy asi poloviční převýšení – v obou směrech, jelikož hraniční sedla se svou výškou příliš neliší. Přechod tohoto hřebenu patří k vážným lezeckým výzvám vytrvalostního charakteru, podle průvodců jde o 94 hodin lezení a chůze přes 90 vrcholů. 
Uvedené jsou výraznější vrcholy a věže v tomto hřebeni od západu k východu, stejně jako sedla a štrbiny mezi nimi – ty jsou uvedeny kurzívou. Pro přehlednost je seznam rozdělen do tří částí. První úsek po severozápadní vrchol Rysů tvoří státní hranici s Polskem.

## Hraniční úsek: Ľaliové sedlo – Rysy
Ľaliové sedlo – Krajná Kopa – Krajné sedlo – Predná kopa – Svinicové sedlo – Svinica SZ – Nižná Svinicová štrbina – Svinica JV – Vrátka – Valentkové sedlo – Valentková – Hladké sedlo – Hladký štít – Kotolnicová priehyba – Veľká Kotolnica – Predná Kotolnicová lávka – Malá Kotolnica – Zadná Kotolnicová lávka -Východná Kotolnica – Čierna lávka – Nižný Kostúr – Nižná Liptovská lávka – Vyšný Kostúr – Vyšná Liptovská lávka – Hrubý štít – Malý Hrubý štít – Západná Deravá štrbina – Deravá vežička – Východná Deravá štrbina – Deravá veža – Krivé sedlo -Piargová veža – Chalubińského brána – Kopa nad Chalubińského bránou – Sedlo nad Chalubińského bránou – Chalubińského vežička – Sedlo pod Chalubińského bránou –  Temnosmrečinská veža – Piargová štrbina – Druhý Mních – Štrbina pod Druhým Mníchom – Čubrina – Hincovo sedlo – Mengusovská vežička – Veľký Mengusovský štít Z – Mengusovská štrbina – Veľký Mengusovský štít V – Vyšné Mengusovské sedlo – Veľká Mengusovská ihla – Štrbina v Mengusovských ihlách – Malá Mengusovská ihla – Prostredný Mengusovský štít SZ – Prostredný Mengusovský štít  – Prostredný Mengusovský štít JV  –  Mengusovské sedlo – Chlapík – Východný Mengusovský štít – Východné Mengusovské sedlo – Hincova veža – Hincova štrbina – Hincova vežička – Vyšná Hincova priehyba  – Hincova kopa – Nižná Hincova priehyba – Západný Volí roh – Západná Volia štrbina -Východný Volí roh – Malá Rohatá štrbina – Rohatý hrebeň – Veľká Rohatá štrbina – Rohatá vežička – Veľká Volia štrbina – Volia veža –  Východná Volia štrbina – Žabia veža – Vyšné Žabie sedlo – Žabí kôň – Žabie sedlo – Západná veža nad Žabím sedlom – Prostredná veža nad Žabím sedlom -Východná veža nad Žabím sedlom – Štrbina nad vežami – Rysy SZ.

## Úsek: Rysy - Východná Vysoká
Rysy SZ – Zadná priehyba v Rysoch – Rysy Prostredný vrchol – Prostredná priehyba v Rysoch – Rysy JV – Predná priehyba v Rysoch – Kopa nad Váhou – Váha – Ťažký štít – Štrbina pod Ťažkým štítom – Vysoká SZ – Štrbina vo Vysokej – Vysoká JV – Západné Rumanovo sedlo – Západný Rumanov zub – Prostredné Rumanovo sedlo – Východný Rumanov zub – Východné Rumanovo sedlo – Bartkova veža – Bartkova štrbina – Malý Gánok – Malá Gánkova štrbina – Prostredný Gánok – Prostredná Gánkova štrbina – Gánok – Gánkova štrbina – Rumanov štít SZ – Rumanova štrbina – Rumanov štít JV – Vyšná Zlobná štrbina – Zlobné zuby – Zlobná bránka – Zlobivá – Vyšná Zlobná lávka – Wachterova veža – Nižná Zlobná lávka – Zlobivá JV – Prostredná Zlobná štrbina – Zlobná kopa – Nižná Zlobná štrbina – Západný Železný štít – Západná železná brána – Malá Snežná kopa – Nižná Snežná lávka – Prostredná Snežná kopa – Hrubá Snežná lávka – Hrubá Snežná kopa – Východná Železná brána – Východný Železný štít – Zlomisková štrbina –  Popradský Ľadový štít – Popradská Ľadová štrbina – Vyšné Kačacie sedlo – Kačací štít – Prostredné Kačacie sedlo – Kačací hrb – Nižné Kačacie sedlo – Batizovská vežička – Nižná Batizovská štrbina – Batizovská kopa – Prostredná Batizovská štrbina – Batizovská ihla – Malý Batizovský štít – Vyšná Batizovská štrbina – Batizovský štít – Západné Batizovské sedlo – Batizovský hrb – Východné Batizovské sedlo – Zadný Gerlach – Vyšná Lavínová priehyba – Lavínové zuby – Nižná Lavínová priehyba – Lavínový štít – Lavínová štrbina – Lavínová veža – Lavínové sedlo – Veľká Litvorová veža – Predná Gerlachovská lávka – Gerlachovská vežička – Zadná Gerlachovská lávka – Malá Litvorová veža – Lučivnianska lávka – Lučivnianska veža – Litvorové sedlo – Litvorový štít – Velické sedlo – Velický štít – Malý Velický štít – Nižná Velická lávka – Zamrznutá kopa – Poľský hrebeň – Východná Vysoká.

## Úsek: Východná Vysoká – Kopské sedlo
Východná Vysoká – Prielom – Veža nad Prielomom – Sedlo nad Prielomom – Divá veža J – Divá štrbina – Divá veža S – Južné Divé sedlo – Divý hrb – Prostredné Divé sedlo – Južná Divá ihla – Divý zárez – Severná Divá ihla -Severné Divé sedlo – Svišťový štít JZ – Svišťový štít Prostredný – Svišťové sedlo – Rovienková stena – Rovienková priehyba – Hranatá veža – Vyšné Rovienkové sedlo – Rovienková veža – Rovienkové sedlo – Kresaný roh – Malý Závrat – Malý Javorový štít – Javorová škára – Javorový štít Z – Javorová štrbina – Javorový štít – Javorové sedlo – Malý Ostrý štít – Prielom v Ostrom – Ostrý štít – Jurzycovo sedielko – Jurzycov zub – Biela lávka – Malá Zbojnícka veža – Prostredná Zbojnícka veža – Veľká Zbojnícka veža – Zbojnícke sedlo – Široká veža – Sedielko  – Malý Ľadový štít – Ľadová štrbina – Ľadový štít – Ľadový kôň – Ľadová priehyba – Zadný Ľadový štít – Vyšné Ľadové sedlo – Snehový štít – Snehová priehyba – Snehová strážnica – Prielom pod Snehovým – Snehový hrb – Ľadové sedlo – Nižná Barania strážnica – Sedlo Baranej strážnice – Vyšná Barania strážnica – Stolarczykovo sedlo – Malá Čierna veža – Prostredná Čierna veža – Veľká Čierna veža – Papirusova štrbina –  Čierny štít – Nižné Čierne sedlo – Čierne sedlo – Kolový štít – Kolová štrbina – Zmrzlá veža – Zmrzlé sedlo – Belasá veža – Kolové sedlo – Jahňací štít – Jahňací hrb – Zadné Kopské sedlo – Kopský hrb –  Kopské sedlo .

## Horolezecké přechody hlavního hřebene (a pokusy)
První pokusy v meziválečném období byly neúspěšné. Později se přechod hřebene Vysokých Tater někdy rozšiřoval i o Belianské (Ždiarske sedlo) a Západní Tatry (sedlo Huty). Chodívaly se také varianty s Krivánskou nebo Lomnickou větví. Dříve se rovněž obcházely nejtěžší vrcholy, zejména Východní Železný štít (Tilleho hrana). Převážně při zimních pokusech došlo i k několika úmrtím. 
Stručný výběr zajímavých přechodů a pokusů (směr západ – východ je označen Z – V):
- 1946 První úspěšný letní přechod, při němž však byly vynechány 4 vrcholy, A. Górka a K. Paszucha, V – Z.
- 1949 Druhý letní, K. Jakubowski a Z. Wegrzynowicz, Z – V.
- 1952 První slovenský přechod, J. Brandobur, M. Mereš, J. Mešter, A. Mrkos, F. Kele ml. a . A. Puškáš, V – Z.
- 1953 R. Kuchař a B. Svatoš, tři a půl dne (pak záznam), Z – V.
- 1953 prosinec, první zimní přechod, M. Matras, a. J. Mlezák, Z – V.
- 1955 Třetí zimní přechod, I. Kluvánek, F. Kele jr., I. Lehotský, M. Mereš a J. Psotka, Z – V. Nebývalé mediální pokrytí.
- 1970 Zimní přechod Západní – Vysoké – Belianské Tatry, I. Dieška, O. Pochylý, a P. Pochylý, dalších pět účastníků vzdalo (omrzliny).
- 1970 Zimní tragický pokus, navzdory deklarované lavínovému nebezpečí v lavíne zahynuli V. Antončik a R. Janda.
- 1974 Zimní přechod. A. Halás, J. Just, J. Zatko, M. Zatko, a P. Valovič, V – Z.
- 1978 První zimní sóloprechod Západní – Vysoké – Belianské Tatry, 75 km, P. Pochylý, 16 dní.
- 1990 Zimní přechod Palo Puškár a Miro Turcer z Východu na Západ za 10 dní, alpským stylem bez jakékoliv podpory
- 1994 Letní přechod V. Linek, 3 dny, pokus s ním začali i J. Kardhordó a J. Krištín, Z – V.
- 1997 Zimní sólo, V. Plulík, 3 dny, 50 hodin lezení, V – Z.
- 1999 Letní sólo V. Plulík za 27 hodin, V – Z.
- 2013 Zimní přechod Západní – Vysoké – Belianské Tatry, M. Sabovčík, A. Kadlečík, 15 dní. První přechod družstva alpským stylem, tedy bez jakékoliv podpory.